# Тюриков, Владимир Вячеславович
Владимир Вячеславович Тюриков (род. 9 июля 1963, Москва) — советский и российский хоккеист и тренер, мастер спорта международного класса.

## Биография
Воспитанник хоккейного клуба «Спартак» Москва. В 1980 году дебютировал за клуб в чемпионате СССР по хоккею с шайбой. За «Спартак» провёл 12 сезонов подряд в чемпионате страны, всего провёл 429 матчей в регулярном сезоне и 6 в плей-офф советской высшей лиги. Забросил 63 шайбы и отдал 76 голевых передач.	В составе команды стал двукратным обладателем кубка Шпенглера.
Четыре года провёл в командировке в Японии, где консультировал команду «Ниппон Пэйпер Крэйнс» как тренер. Возобновил хоккейную карьеру в 1996 году, провёл ещё пять сезонов за «Спартак» — три в чемпионате России, и два в первой лиге. В сезоне 2000/01 сыграл 17 матчей за хабаровский «Амур». В сезоне 2001/02 провёл последний сезон в «Спартаке» в высшей лиге. В сезоне 2002/03 играл в первой лиге за ТХК и воскресенский «Химик». В сезоне 2003/04 выступал в высшей лиге за «Химик» и в первой за «Спартак», после чего завершил карьеру игрока. Всего за «Спартак» провёл 702 игры в 19 сезонах, занимая первое место по количеству проведённых матчей в истории клуба. Пятикратный серебряный призёр, двукратный бронзовый призёр Чемпионата СССР.
В сборной СССР играл на юниорских и молодёжных чемпионатах мира. За основную команду играл на приз «Известий» 1983, 1986, 1989 и 1990 года, на кубке Швеции 1984 года и на кубке Ниссан в 1991 году.
С 2009 года работал тренером в молодёжном хоккейном клубе «Спартак». В сезонах 2012/13, 2014/15 и с 2016 по 2021 года был главным тренером команды. 3 января 2019 года был включён в Зал славы «Спартака», его свитер с номером 10 был поднят под своды домашней арены команды. 3 июня 2021 года вошёл в тренерский штаб основной команды. По окончании сезона 2021/22 покинул клуб и возглавил молодёжный хоккейный клуб «Атлант».